# NGC 5739
NGC 5739 este o galaxie lenticulară situată în constelația Boarul. A fost descoperită în 18 martie 1787 de către William Herschel. Se află la o distanță de 79,96 de megaparseci de Pământ.